# Otto Klaus Schmich
Otto Klaus Schmich (* 1931; † 9. Januar 2008) war ein deutscher privater Frühgeschichts- und Sagenerforscher mit Schwerpunkt Thidrekssaga.

## Wirken
Schmich vermutete in den mittelalterlichen nordischen Literaturen analog zu Heinz Ritter-Schaumburg, dass dort historische Elemente aus der Zeit zwischen 9 n. Chr. und 7./8. Jahrhundert ver- oder übermittelt werden. Seine Theorien werden in der fachwissenschaftlichen Forschung und zugehöriger Publizistik nicht anerkannt, oder sind seriöser Diskussionsgegenstand.
Schmich verfasste zahlreiche URN-registrierte Netzpublikationen.

## Schriften
- Hünen – Die Entdeckung eines vergessenen deutschen Stammvolkes. 1999, ISBN 3-932878-01-9.
- Datei Mythen – Historische Quellcodes der Heldensagen. 2001.
- Datei Mythen. Ergänzungsband. 2003, ISBN 3-8311-4833-3.